# Idol Ace
Idol Ace (アイドルA?, Aidoru Eisu) è un manga scritto da Mitsuru Adachi e pubblicato tra il 2005 e il 2007 sulla rivista Weekly Young Sunday di Shogakukan; parla di una ragazza liceale che vuole giocare come titolare nella locale squadra di baseball, nonostante le rigide regole lo vietino. Suo padre è l'allenatore della squadra e il suo più caro amico d'infanzia, Keita, uno dei giocatori.
La storia è rimasta incompleta in quanto l'autore ha poi iniziato a lavorare su Cross Game e i tre capitoli sono stati raccolti nel volume Short Program 3.

## Personaggi
- Azusa Satomi (里美あずさ?, Satomi Azusa)

ha sempre sognato di giocare nella squadra di baseball e di andare al Koshien. Tuttavia, a causa delle rigide regole non può farlo essendo una ragazza.
- Keita Hirayama (平山圭太?, Hirayama Keita)

caro amico d'infanzia di Azusa, e giocatore centrale nella squadra di baseball. Un po' a malincuore deve sottostare ai piani dell'amica che vuole a tutti i costi intrufolarsi nel club.